# ŽS serija 412
RVR 412/416 je elektromotorni voz koji je pravaljen u Fabrici vagona Riga (rus. Рижский вагоностроительный завод; let. Rīgas Vagonbūves Rūpnīca) iz Rige u Sovjetskom Savezu (današnja Letonija); sovjetski elektromotorni voz ER31 (ЭР31) i njegova poboljšana verzija ER35 (ЭР35).
Vozovi ovog tipa su proizvođeni 80-ih godina za potrebe Jugoslovenskih železnica. Proizvedeno je i isporučeno ukupno 53 jedinice (ER31 - 50 jedinice, ER35 - 3 jedinice) od toga za Srbiju 43, za Crnu Goru 6 i Makedoniju 4. Nakon raspada SFRJ ove vozove koriste Srbija (Železnice Srbije, 16), Crna Gora (Željeznički prevoz Crne Gore, 5) i Republika Makedonija (Makedonske železnice, 3).

## Tehničke karakteristike
Voz se sastoji iz četiri dela: dvije lokomotive (serije 412) i dva vagona (serije 416). Lokomotiva je putnički vagon s elektromotorima i vozačkom kabinom. Masa voza iznosi oko 220 tona od toga lokomotiva oko 58 tona. Instalirana snaga 1360 KW a maksimalna brzina voza je 120 km/h. Vrata za putnike su automatska. Širina koloseka po kojem se kreće je standardna (1435 mm). Voz ima 2 varijante sedišta:
- tapacirana (stara verzija)
- plastična (modernizovana verzija)

## Korisnici

### Crna Gora
Brojevi vozila su 412/416-041/042; 412/416-043/044; 412/416-045/046; 412/416-047/048; 412/416-049/050 i 412/416-051/052 (6 vozova, iz 1984-1985. godine). Željeznica Crne Gore je dobila ove vozove nakon osamostaljenja Crne Gore 2006. godine. Vozovi su prethodno bili u sastavu Jugoslovenskih železnica. Koriste se za lokalni saobraćaj od Bara do Podgorice i od Podgorice do Bijelog Polja. Jedan voz je potpuno uništen u teškoj nesreći kada je izleteo iz šina 23.01.2006. u mestu Bioče blizu Podgorice kada je poginulo 47 putnika, a 200 je povređeno. Voz je izleteo usled kvara na kočionom sistemu na kome su bili ugrađeni polovni kompresori za vazduh. Vozovi su ofarbani u sivo, sa crvenim i narandžastim prugama, što predstavlja logo Željezničkog prevoza Crne Gore.

### Makedonija
Makedonija raspolaže sa 4 ovakva voza (iz 1985-1986. godine). Brojevi vozila su 412/416-053/054; 412/416-055/056; 412/416-057/058 i 412/416-059/060.

### Srbija
Železnice Srbije u svom sastavu imaju 16 vozova ovog tipa koji se uglavnom koriste za lokalni saobraćaj i gradsku železnicu BG:Voz. Neki od vozova su modernizovani u fabrikama Želvoz i Šinvoz. Modernizovana verzija ima plastična sedišta i ofarbana je u sivo-plavu boju. Takođe ima i displej na kome se vidi broj voza. Motor nije menjan niti je osnaživan te voz ima istu snagu i maksimalnu brzinu kao i ranije.